# 金幣大師
《金幣大師》是以色列Moon Active工作室創建的免費單人休閒手機遊戲。截至2021年4月，該遊戲下載次數已超過3.5億次。金幣大師是英国（自2019年2月以来）和德国（自2019年6月以来）收益最高的手机游戏。

## 遊戲玩法
《金幣大師》的目标是赢得金币来升级道具以建立村庄。《金幣大師》可以在应用商店的“冒险游戏”类别中找到，但使用的是赌博机制。为了建造自己的游戏村庄或攻击其他玩家的村庄，用户必须通过转盘以赢得虚拟游戏货币。每小时的尝试次数限制为5次，但玩家可以在商店中购买额外的转盘机会和道具。此外，《金幣大師》还通过其社交频道的链接和订阅电子邮件通讯来提供免费的转盘机会。也有许多网站收集这些链接，让你很容易收集所有的免费礼品奖励。可惜這些謂的獎勵都只是小恩小惠，每次獎勵都只有小量的金幣和轉數。

### 策略
玩家可以通过转盘和攻击其他玩家的村庄或掠夺其他玩家来获得财富。不过玩家可以用最多5个盾牌以及宠物犀牛来保护村庄。当玩家的村庄受到攻击时，游戏还允许玩家进行“报复”，这样玩家就可以发起反击。
另一方邊coin master 轉到的機會率十分低，而且沒有轉的時候不斷彈出購賣的廣告，十分煩擾因此大量玩家給予負評

### 关卡
玩家在自己的村庄建好后便会前往下一个村庄。随着玩家的进步，关卡会不断变得更具挑战性。到2024年9月，《金币大师》有570个关卡
。

### 村庄
玩家继续通过超过300个独特主题的村庄冒险游戏，如LA dreams, Buddhist village, Hell's village等等。其他乡村主题包括魔法森林、蒸汽朋克之地和硬币庄园。村庄有5种物品，包括人物、宠物、房屋、交通工具和来自自然的物品。完成一个村庄你需要硬币。每一个村庄都比前一个更贵。第一个村庄价值310万枚硬币。293村价值超过1.6兆硬币。你可以通过在村庄狂热活动期间建造村庄物品来降低村庄的成本。

### 卡片收集
游戏中一个非常受欢迎的功能是“卡片收集”。玩家需要付出巨大的努力去收集和交换卡片，来完成卡片集，这些卡片集可以用来获得奖励，如转盘机会，宠物经验等等。玩家也可以使用金币换取装有可收集卡片的箱子。
卡片的价值各不相同，一些最稀有的卡片很难找到。玩家可以向自己的社区展示最珍贵的纸牌。不過很可惜，當用金幣買魔法寶箱時候，基本上不斷抽到重複無用的卡牌，根據經驗，平均買500個寶箱只有一張是黃金卡牌，因此有大量玩家不滿
世界各地有数不清的在线社交粉丝群专门从事卡片交易。

### 角色
在游戏的所有活动和游戏广告中出现的牛，猪，雞，羊，魚，狗，貓，倉鼠，老鼠，是《金币大师》的主角。
此外，每个村庄都有新角色出现。
游戏中还有其他神话人物，如巫师、女巫、勇士和女王。

## 商業
截至2019年10月，《金幣大師》的總收入超過5.08億美元。 金幣大師的淨收入85％來自美國、英國和德國。超過2.6億美元來自於美國；自2019年2月以來，來自英國的收入也急劇增長，產生8000萬美元；德國緊隨其後，獲得5200萬美元。金幣大師的收入超過了《Candy Crush Saga》，並在英國和愛爾蘭的App Store和Google Play商店中均排名第一。
根據OMR網站的數據，到2019年10月，Moon Active的收入為2.8億美元。
在德國電視二台的深夜節目中，喬伊·波默曼（Jan Böhmermann）表示，儘管沒有相應的承認，《金幣大師》的族群仍面向兒童和青少年市場，其中包括遊戲對兒童的友好外觀以及頗有影響力人物的廣告。
不過這個遊戲因為投放大量金錢去宣傳，所以該開發商為了回本而不斷做出一些損害課金玩這個遊戲的人，例如轉到豬豬，抽卡牌的機會降到一個不合理的數字，不斷苛索玩家金錢

## 廣告
《金幣大師》邀請許多明星參與廣告拍攝，例如：珍妮佛羅培茲、科勒·卡戴珊、克莉絲·詹納及 史考特·狄斯克（Scott Disick）均曾於《金幣大師》的廣告中亮相。其他藝人計有：本·希金斯（Ben Higgins）、克里斯·哈里森、雷·什里默德、泰瑞·克魯斯、艾蜜莉·瑞特考斯基、卡迪·B、瓊·考琳絲、大卫·史威默、迪特·金特·波伦以及辣妹合唱團。
2021年初，其中文配音版的誇張、搞笑及尷尬的聲線、表情、場景和廣告台詞，以及其中文配音版聲音和嘴型的不配合，在華語地區的YouTube和Facebook平台上高機率播送，導致成為台灣、香港及馬來西亞許多網紅、民眾、甚至是藝人的模仿對象，蔚為風潮，其中珍妮佛·羅培茲和卡蒂·B，亦在港台地區更被廣泛關注及認識，而其廣告更成為了第一個在網絡爆紅及高點擊率以及大部分觀眾都不會選擇跳過的YouTube廣告。

## 獎項
在2019年10月1日發布的PocketGamer.biz上，《金幣大師》在「前50名開發人員/前50名移動遊戲開發商」中排名前20。該遊戲在業界出版物中也獲得了無數提及，因其曾在2019年App Store和Google Play的「每週(月)最佳收入遊戲」的中一直排名第一。直至近期，Coin Master在Google Play獲得極大量負評

## 外部連結
- Coin Master at MoonActive （页面存档备份，存于）
- Bowmasters （页面存档备份，存于）
- 2022 （页面存档备份，存于）